# Nevado de Santa Isabel
De Nevado de Santa Isabel is een slapende vulkaan gelegen op de grens van de Colombiaanse departementen Tolima, Caldas en Risaralda. De schildvulkaan is 4.950 meter hoog en ligt ten noordoosten van de Nevado del Tolima en ten zuidwesten van de Nevado del Ruiz.
De berg wordt bedekt door een gletsjer en de top bestaat uit drie holocene lavakoepels. De laatste grootste uitbarsting vond vermoedelijk ongeveer 850 voor Christus plaats. In de historische tijd zijn geen uitbarstingen waargenomen.
De beklimming van de besneeuwde berg is relatief eenvoudig en vereist weinig technische ervaring. De eenvoudigste route begint in Santa Rosa de Cabal. Een alternatieve route loopt via El Cedral, in Pereira, door een mistig bos, de vallei met frailejones en langs de Laguna del Otún.

## Galerij

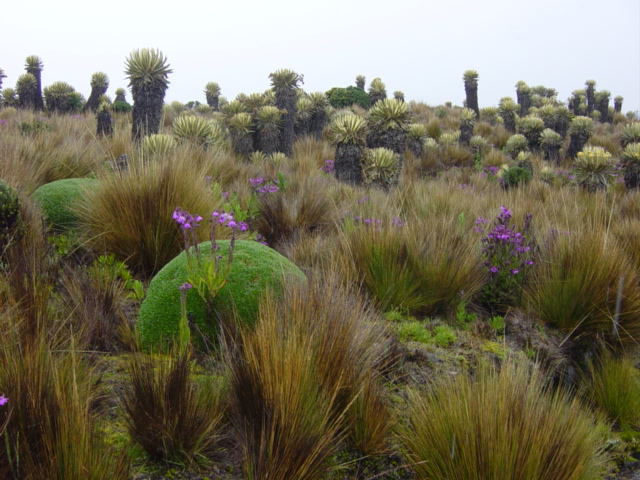
Frailejones op de helling van de Nevado de Santa Isabel
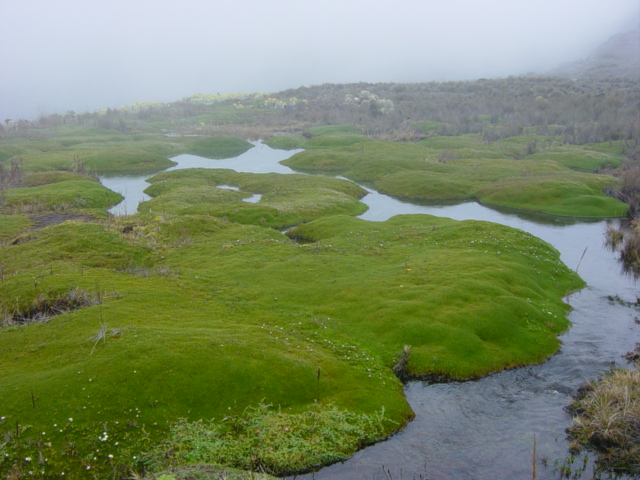
Oorsprong van een rivier op de Nevado de Santa Isabel
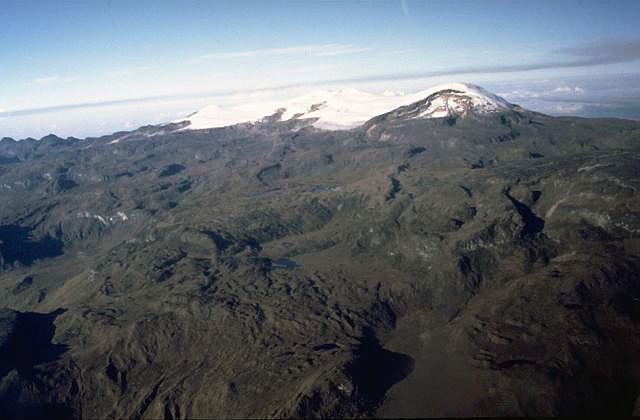